# Wladimir Liberson
Ne doit pas être confondu avec Vladimir Liberzon.
Wladimir Liberson est un médecin et physiologiste américain né à Kiev le 2 août 1904 et mort à Miami le 3 septembre 1994.

## Biographie
Il gagna les États-Unis grâce à la « liste,Rapkine » et la Fondation Rockefeller. 
Il fit ensuite une carrière universitaires aux États-Unis.

## Publications
- 1936 : Métabolisme et obésité, Conservatoire des Arts et Métiers, collection Travail humain, dirigée par Henri Laugier
- 1937 : Contribution à l'étude de l'électroencéphalogramme humain, avec Henri Laugier
- 1954 : Electroencephalography
- 1984 : The Electrophysiology of intellectual functions de Duilio Giannitrapani, avec une contribution de Wladimir Liberson.